# Reinhold Fritz
Reinhold Fritz (16. März 1884 in Ruit auf den Fildern – 30. Oktober 1950 in Stuttgart) war ein deutscher Kammersänger des Stimmfaches Bassbariton. Er war 25 Jahre lang an der Stuttgarter Hofoper verpflichtet und wurde wegen seiner jüdischen Ehefrau nach der Machtergreifung der Nationalsozialisten im Jahr 1933 zwangspensioniert. Dadurch wurde die Karriere beendet und er musste mit schweren körperlichen Arbeiten seine Familie durchbringen.

## Leben und Werk
Reinhold Fritz erlernte den Beruf eines Goldschmieds und übte diesen auch sechs Jahre lang in Esslingen am Neckar aus. 1904 begann er, in Stuttgart Gesang zu studieren und 1908 wurde er als Eleve an die dortige Hofoper verpflichtet. Bereits nach einem Jahr wurde er in das Ensemble der Hofoper aufgenommen, konnte sich sowohl in ernsten als auch in komischen Rollen ein breites Repertoire aufbauen und wurde rasch zu einer der Stützen des Ensembles. Sein Stimmumfang ermöglichte auch die Besetzung im Fach des Heldenbaritons. Bereits 1913 wurde er zum Königlichen Kammersänger ernannt. Er erhielt Angebote anderer Opernhäuser, blieb jedoch der Stuttgarter Oper treu. Stuttgart verließ er lediglich für Gastspiele, die ihn unter anderem an die Bayerische Hofoper in München und an das Großherzogliche Hoftheater in Karlsruhe führten.
Fritz wurde 1928 in den Bund der Freimaurer in der Loge „Zu den 3 Cedern“ in Stuttgart aufgenommen.
Seine universelle Einsetzbarkeit führte dazu, dass er zu einem der meistbeschäftigten Ensemblemitglieder wurde und während einer Spielzeit an bis zu 130 Abenden auf der Bühne stand, stets wechselnd zwischen komischem und ernstem Fach, Haupt- und Nebenrollen. Er wirkte auch in zahlreichen Ur- und Erstaufführungen mit, in Werken von Walter Braunfels, Paul Hindemith, Ture Rangström, Max von Schillings und Siegfried Wagner.
Der Sänger war ab 1912 mit Hilda geb. Landauer aus Ravensburg verheiratet. Das Paar hatte zumindest einen Sohn, Walter Fritz (geboren 1915 oder 1920), der später ebenfalls eine Laufbahn als Sänger einschlug, jedoch als Tenor. Da der Sänger sich nach der Machtergreifung der Nationalsozialisten weigerte, sich von seiner jüdischen Frau scheiden zu lassen, wurde er per 1. August 1933 im Alter von 49 Jahren "gesundheitsbedingt zur Ruhe gesetzt", wie es offiziell hieß. Im Gegensatz zu seinen ebenfalls entlassenen Kollegen jüdischen Herkunft, Hermann Horner und Hermann Weil, wurde ihm allerdings das Recht auf eine Abschiedsvorstellung nicht verwehrt. Am 6. Dezember 1933 sang er noch einmal den Bürgermeister van Bett in Lortzings Zar und Zimmermann, eine seiner komischen Paraderollen. Er wurde an diesem Abend auch zum Ehrenmitglied des Hauses ernannt. Auf dem Theaterzettel war er jedoch bereits als Gast vermerkt. Verstummte Stimmen fasst die Auswirkung der Pensionierung wie folgt zusammen:

„Einzelne Gastspielauftritte am Stuttgarter Haus bis 1935 änderten nicht daran, dass seine Sängerlaufbahn gerade auf ihrem Höhepunkt plötzlich beendet wurde.“

Es folgte der Ausschluss aus der Reichstheaterkammer, was einem praktischen Berufsverbot gleichkam. Da die Familie mit der kärglichen Pension nicht überleben konnte, musste Reinhold Fritz fortan als Hilfskraft in einer Stuttgarter Kohlenhandlung und in einer Bielefelder Firma arbeiten. Zu allem Überdruss wurde die Wohnung der Familie durch Fliegerbomben zerstört. In der Spielzeit 1945/46 holt man den Sänger wieder an die Stuttgarter Oper zurück, allerdings nur mit einem Gastspielvertrag für zehn Abende.
Die letzten Lebensjahre verbracht er in Eningen unter Achalm.

## Rollen (Auswahl)

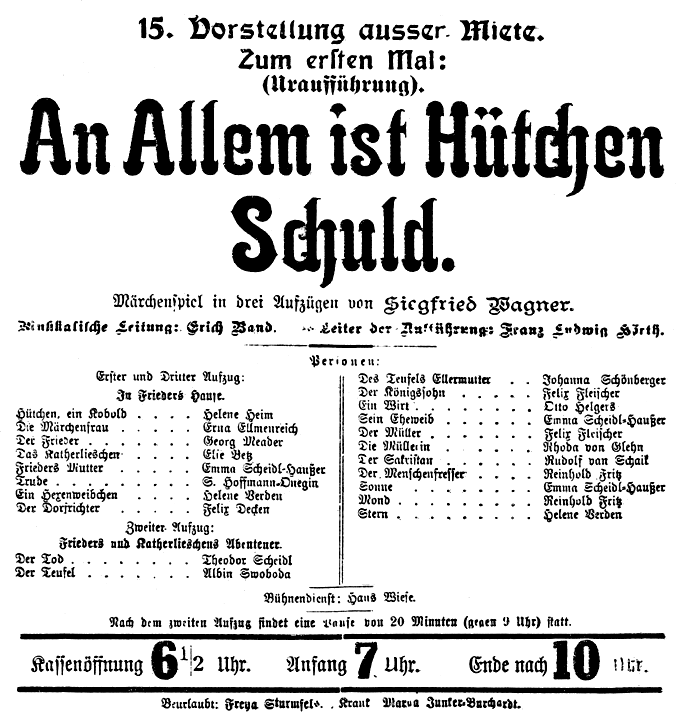
An allem ist Hütchen schuld! (Besetzungszettel der Uraufführung, Stuttgart 1917)

Das Rollenverzeichnis wurde aufgrund der Angaben in Kutsch/Riemens erstellt, weiters aufgrund der Verstummten Stimmen.
Uraufführungen am Königlichen Hoftheater Stuttgart
- Prinzessin Brambilla von Walter Braunfels, 25. März 1909, Dirigent: Max von Schillings
- Ulenspiegel von Walter Braunfels, 4. November 1913
- Ferdinand und Luise von Friedrich von Schiller und Julius Zaiczek-Blankenau, 16. Januar 1914 – als Miller
- Mona Lisa von Beatrice von Dovsky und Max von Schillings, 26. September 1915 – als Pietro Tumoni
- An allem ist Hütchen schuld! von Siegfried Wagner, 6. Dezember 1917 – als Menschenfresser / Mond

Uraufführungen am Württembergischen Landestheater Stuttgart
- Die Kronenbraut (Kronbruden) von August Strindberg und Ture Rangström, 1919, Dirigent: Max von Schillings
- Das Nusch-Nuschi von Paul Hindemith, 4. Juni 1921, Dirigent: Fritz Busch, Inszenierung: Otto Erhardt, Ausstattung: Oskar Schlemmer – als Kyce Waing

Repertoire
| Beethoven: - Rocco in Fidelio Halévy: - Kardinal in La Juive Lortzing: - Bürgermeister van Bett in Zar und Zimmermann - Hans Stadinger im Waffenschmied Mozart: - Osmin in der Entführung aus dem Serail - Sprecher in der Zauberflöte Puccini: - Cesare Angelotti in Tosca Richard Strauss: - Truffaldin in Ariadne auf Naxos |  | Verdi: - Pietro im Simon Boccanegra - Ramfis in Aida Wagner: - Steffano Colonna im Rienzi - Daland in Der fliegende Holländer - König Marke in Tristan und Isolde - Veit Pogner in Die Meistersinger von Nürnberg - Fafner in Rheingold und Siegfried - Hunding in der Walküre - Wanderer in Siegfried - Hagen in Götterdämmerung - Gurnemanz in Parsifal Weber: - Eremit und Kaspar im Freischütz |

## Gedenken
Reinhold Fritz zählte zu den führenden Bassisten der Stuttgarter Oper. Er reüssierte auch bei Gastspielen und beeindruckte durch seine Vielseitigkeit.
Sein Wirken in Stuttgart wurde in der Ausstellung Verstummte Stimmen gewürdigt, die im Herbst 2008 zur Vertreibung jüdischer Künstler aus der Oper von 1933 bis 1945 auch in der Staatsoper Stuttgart gezeigt wurde. Am 7. April 2016 wurde eine weitere Gedenkstunde für die Opfer des Nationalsozialismus unter den Angehörigen der Staatstheater Stuttgart veranstaltet. In diesem Rahmen wurde eine Wandtafel "Verstummte Stimmen" für 23 Künstler, darunter Reinhold Fritz, im Foyer des Staatstheaters enthüllt.